# Domingos Neto
Domingos Gomes de Aguiar Neto (Fortaleza, 29 de abril de 1988) é um advogado e político brasileiro, atualmente deputado federal pelo Ceará.

## Biografia
Domingos Neto é deputado federal pelo quarto mandato consecutivo e corregedor da Câmara dos Deputados. Filho do ex-vice-governador cearense Domingos Gomes de Aguiar Filho e da prefeita de Tauá Patrícia Aguiar, estudou o Ensino Fundamental no Colégio Militar de Fortaleza e também no  (English School, Tecumseh High School, EUA; Business English, Eurocentres, London). Em 2015, se tornou Bacharel em Direito pela Universidade de Fortaleza (Unifor). Desde 2016, passou a estudar Mestrado em Administração Pública pela Escola de Administração de Brasília do Instituto de Direito Público (IDP) de Brasília.
É filiado ao Partido Social Democrático (PSD) desde 2016. Foi líder do partido na Câmara em 2018, coordenador da Bancada do Ceará em 2019 e relator do Orçamento 2020. Foi filiado ao PSB de 2009 até 2013. Filiado ao PROS de 2013-2015, foi  presidente do PROS Jovem e líder do partido na Câmara dos Deputados, presidente de duas comissões parlamentares.
Pelo PSB, concorreu pela primeira vez com apenas 22 anos para o cargo de deputado federal em 2010 e conseguiu ser o mais votado do Ceará e o 16º mais votado do Brasil ao obter 246.591 votos. Em 2014, foi reeleito deputado federal pelo Partido Republicano da Ordem Social com 185.226 votos, sendo o 4º mais votado do seu estado.
Entre 2013 e 2014, se licenciou do cargo de deputado para assumir a Secretaria Extraordinária da Copa da Prefeitura Municipal de Fortaleza após convite do prefeito Roberto Cláudio. Em novembro de 2015, ingressou no Partido da Mulher Brasileira (PMB). Foi líder da bancada na Câmara dos Deputados.
Em 17 de abril de 2016, Domingos Neto votou contra a abertura do processo de impeachment de Dilma Rousseff.
Foi favorável à PEC do Teto dos Gastos Públicos. Em abril de 2017 votou a favor da Reforma Trabalhista. Em agosto de 2017 votou contra o processo em que se pedia abertura de investigação do presidente Michel Temer.. Em 2019, foi relator da Lei Orçamentária Anual, que  aumentou em R$ 32 bilhões as despesas discricionárias para gastos com saúde, educação, infraestrutura e outras áreas. Também propôs o aumento do fundo eleitoral para R$ 2 bilhões. Os recursos excedentes viriam de uma reestimativa de lucro das estatais.
Na condição de corregedor da Câmara, foi relator do Projeto de Resolução para por fim aos episódios de brigas na Câmara dos Deputados. 